# Tinodes aningalani
Tinodes aningalani är en nattsländeart som beskrevs av Wolfram Mey 1998. Tinodes aningalani ingår i släktet Tinodes och familjen tunnelnattsländor. Inga underarter finns listade i Catalogue of Life.